# Этика

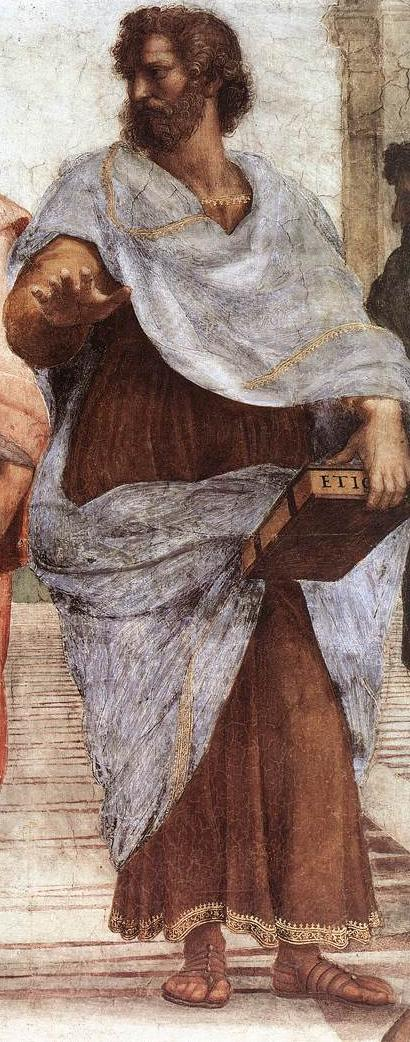
Аристотель на фреске Рафаэля «Афинская школа»

Э́тика (греч. ἠθική, от др.-греч. ἦθος — нрав, обычай) — нормативная наука и философская дисциплина, исследующая нравственность и моральные принципы, лежащие в основе поведения людей.
Первоначально смыслом слова этос было совместное жилище и правила, порождённые совместным проживанием, нормы, сплачивающие общество, способствующие преодолению индивидуализма и агрессивности. По мере развития общества к этому смыслу добавляется изучение совести, добра и зла, сочувствия, дружбы, смысла жизни, самопожертвования и так далее. Выработанные этикой понятия — милосердие, справедливость, дружба, солидарность и другие, направляют моральное развитие социальных институтов и отношений.
В науке под этикой понимают область знания, а под моралью или нравственностью — то, что она изучает. В живом языке это разграничение пока отсутствует. Термин «этика» иногда употребляется также для обозначения системы моральных и нравственных норм определённой социальной группы.

## Предмет этики
Некоторые исследователи отмечают сложности с определением предмета этики как философской дисциплины. В отличие от естественных наук, чей предмет связан с миром природных явлений, что даёт возможность обозначить предмет указанием на объекты реальности, этика и философия предполагают усвоение некоторого минимума философских знаний, чтобы пришло понимание предмета. Обзор истории этических представлений позволяет ознакомиться с предметом этики.

### Основные проблемы этики
- Проблема критериев добра и зла, добродетели и пороков.
- Проблема смысла жизни и назначения человека.
- Проблема свободы воли.
- Проблема должного, его совмещение с естественным желанием счастья[1].

### Классификация этических ценностей
Согласно Н. Гартману, всё разнообразие нравственных ценностей подразделяется на основные и частные. К первым, которые лежат в основе всех остальных, относятся благо и примыкающие к нему ценности благородства, полноты и чистоты. Частные ценности, или ценности-добродетели, подразделены на три группы:
- ценности античной морали — справедливость, мудрость, храбрость, самообладание; сюда же включаются аристотелевы ценности, основанные на принципе середины;
- ценности «культурного круга христианства» — любовь к ближнему; правдивость и искренность; надежда и верность; доверие и вера; скромность, смирение, дистанция; ценности внешнего обхождения;
- прочие ценности: любовь к дальнему, дарящая добродетель, личная любовь[4].

## История этики

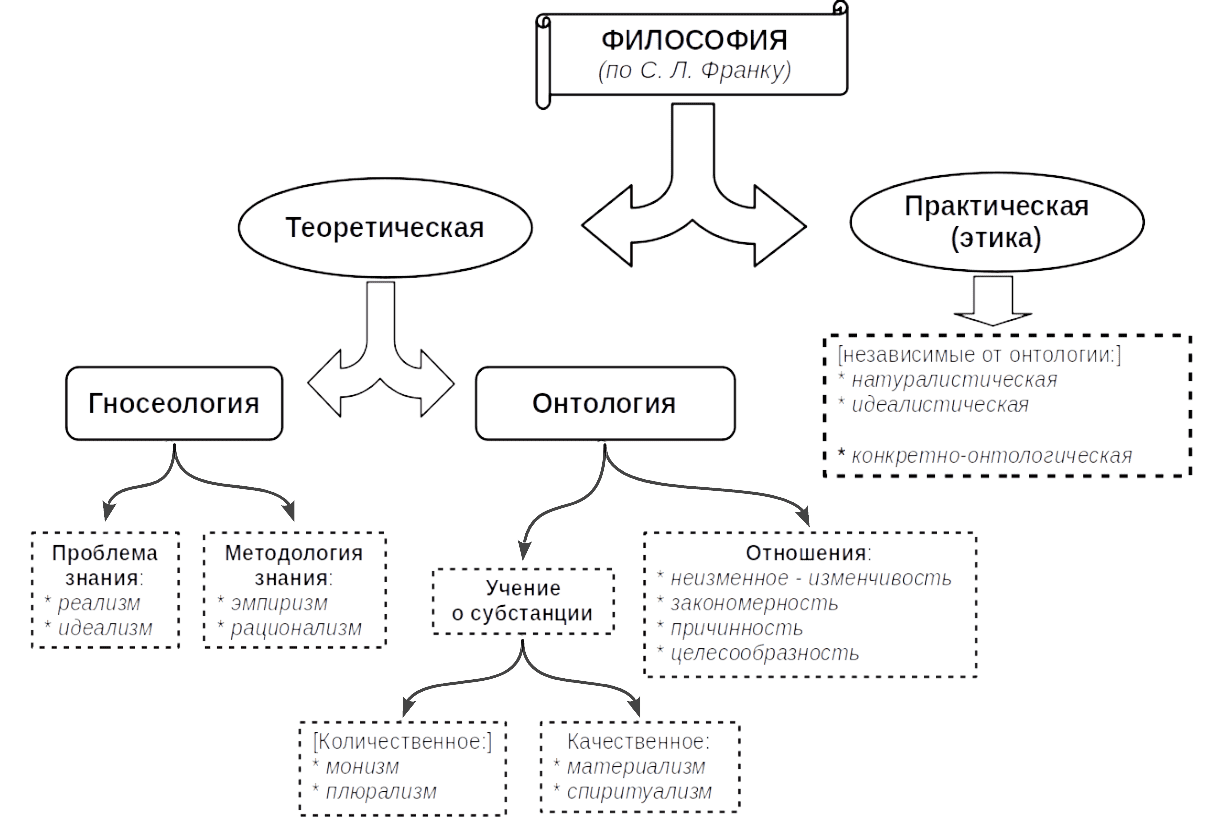
Схема философии по С. Л. Франку.

### Краткий обзор
Выделение этики как особого аспекта философии связано со сделанным софистами (V в. до н. э.) открытием, что установления культуры существенно отличаются от законов природы. В отличие от природной необходимости, которая всюду одна и та же, законы, обычаи, нравы людей разнообразны и изменчивы. Появилась проблема сопоставления различных законов и нравов с целью выяснить, какие из них лучше. Выбор между установлениями культуры, различающимися у разных народов, а также меняющимися от поколения к поколению, оказался зависимым от их обоснования. Источником их оправдания оказывался разум.
Эта идея была подхвачена и развита Сократом и Платоном.
Этика неотделима от философии уже при самом её возникновении. Этот термин впервые употреблён Аристотелем как обозначение особой области исследования «практической» философии, ибо она пытается ответить на вопрос: что мы должны делать? Основной целью нравственного поведения Аристотель называл счастье — деятельность души в полноте добродетели, то есть самореализацию. Самореализация человека — это разумные поступки, которые избегают крайностей и держатся золотой середины. Поэтому основные добродетели — это умеренность и благоразумие.
Согласно ученику Платона Аристотелю, цель этики — не знания, а поступки. Вопрос о том, что есть благо, в этике связан с вопросом о том, как его достичь. «Тем самым этика как практическая философия была отделена от теоретической философии (метафизики)».
Исходным пунктом этики являются не принципы, а опыт общественной жизни, поэтому в ней недостижима такая же точность, какая свойственна, например, математике; истина в ней устанавливается «приблизительно и в общих чертах».
Аристотель отмечает, что действия человека целесообразны, что у каждой деятельности — своя цель, что цели образуют иерархию. По Аристотелю, следует допустить высшую, конечную цель, которая должна быть желанна ради неё самой, а не являться средством для какой-то иной цели. Именно она как благо в собственном смысле слова, или высшее благо, будет определять меру совершенства человека и социальных институтов.
Высшее благо принято называть счастьем. Для счастья нужны внешние блага и удача, но главным образом оно зависит от совершенной деятельности души — от деятельности, сообразной с добродетелью. Свойство души действовать сообразно добродетелям и составляет, согласно Аристотелю, предмет этики.
В широком значении этика у Аристотеля — наука о полисе (политическая наука), задающая основу для политики и для экономики.
Так называемое «золотое правило этики» — «не делай другим того, чего не желаешь себе», — существовало в том или ином виде независимо в разных культурах. Оно присутствует у Конфуция, встречается в Мишне.
В процессе развития этических теорий философы встретились со значительными трудностями в унификации терминологии, так как в разных теориях объявлялись базовыми разные понятия, часто неопределённые, субъективные или противоречивые (добро и зло, смысл жизни и т. д.). Более того, в силу того факта, что этика рассматривает индивидуальную мораль, относящуюся к защищённым подсознательным механизмам, глубокий анализ затрудняется срабатыванием психологической защиты, блокирующей критический анализ подсознательных установок.
Особенности религиозных этических систем состоят в том, что в религиях, содержащих персонифицированного Бога, Бог является объектом морали, и базовыми становятся нормы, императивно объявленные религией как божественные, этика общественных отношений как система моральных обязательств по отношению к обществу дополняется (или подменяется) божественной этикой — системой моральных обязательств по отношению к Богу, вплоть до того, что может вступать в конфликт (иногда социальный или даже массовый) с общественной моралью. Следует иметь в виду, что классические исследования этики проводились, главным образом, умозрительно, исследователем на собственном примере, и потому часто изобилуют генерализацией личных принципов и ограничений на этику в целом. Преодолеть этот субъективизм стремится аналитическая этика, использующая, в частности, формальную логику для анализа этических высказываний и построения общезначимых этических суждений.

### Современное состояние этики
- Современность приводит с одной стороны к релятивизации этики (нигилизм), а с другой стороны — к расширению поля этического: понятие добра распространяется на взаимоотношения с природой (биоцентрическая этика) и научные эксперименты (биоэтика).
- На волне феминизма этика получила гендерное истолкование: вместо абстрактной гуманности или человечности (критика которых достигла апогея в постмодернистской концепции «смерти человека») добродетели могут группироваться по оппозиции мужественности и женственности.
- Альбертом Швейцером выдвинут принцип благоговения перед жизнью, основанный на этике ненасилия Льва Толстого и Махатмы Ганди. В своей книге «Культура и этика» А. Швейцер проанализировал историю этики и её состояние в XX веке, а также наметил пути её развития.
- Тейяр де Шарден в своём труде «Феномен человека» объединяет традиционную этику с теорией эволюции.
- Развитие медицины и биотехнологий привело к быстрому развитию биоэтики как анализа возникающих при принятии медицинских, судебно-юридических и прочих подобных решений этических затруднений.
- Логико-математические аспекты морального выбора изучаются в теории игр, пример — дилемма заключённого.

## Разделы этики
Являясь практической, нравственной философией, описывающей правильное и достойное поведение, этика в то же время является системой знаний о природе и происхождении морали. Это определяет наличие двух основных её функций — нравственно-воспитательной и познавательно-просветительской, поэтому в этике можно выделить две области — нормативную этику, направленную на жизнеучение и теоретическую этику, познающую мораль. Это разделение на разные, хотя и взаимосвязанные дисциплины оформилось во 2-й половине XX века.

### Теоретическая этика
Теоретическая этика — это научная дисциплина, которая рассматривает мораль как особое социальное явление, выясняет, что это такое, чем мораль отличается от остальных социальных явлений. Теоретическая этика изучает происхождение, историческое развитие, закономерности функционирования, социальную роль и другие аспекты морали и нравственности. Её методологической основой являются знания, концепции и идеи, касающиеся научного познания морали.
Существуют научные дисциплины помимо этики, изучающие мораль в составе своей предметной области:
- Социология и социальная психология занимаются общественными функциями морали, декларируемые ею правила в сравнении с другими общественными явлениями;
- Психология личности изучает физиологическую основу морали;
- Логика и лингвистика — язык морали, правила и формы нормативно-этической логики.

Результаты исследований, полученных этими науками, имеющие отношение к сущности, происхождению и функционированию морали и нравственности, использует и обобщает теоретическая этика.
Метаэтика
Направление аналитической этики, анализирующее саму этику как научную дисциплину, а также происхождение и значение этических категорий и понятий методами логико-лингвистического анализа. С метаэтикой связываются этические исследования начала и середины XX века. Первым исследованием в области метаэтики считается работа Джорджа Э. Мура «Принципы этики».
Вопросами о предмете, структуре и назначении этики в словарях, справочниках и учебниках фактически занимается метаэтика.
Нонкогнитивизм, как направление метаэтики, подвергает сомнению когнитивный статус этики, то есть познаваемость этических понятий в связи с их неопределённостью и, соответственно, сам факт допустимости существования этики как науки.
Стремясь адекватно исследовать разнообразные этические концепции и разобраться в аргументах когнитивизма и нонкогнитивизма, метаэтика использовала понятия и представления общей философии и аксиологии, общей и социальной психологии, социологии, биологии и т. д.
когнитивистский подход не ограничен одной только областью этики, он является одним из важнейших методологических принципов философии сознания в целом. Тем самым знание понимается не в узком смысле этого слова (как отражение реальности), но и включает в себя человеческие ценности, цели, нормы, предпочтения, интересы, волю, аффекты и пр. Реально в истории философии фактически господствовал когнитивизм, он представлялся непосредственным и самоочевидным, не требующем обоснования или формулирования.

### Нормативная этика
Нормативная этика осуществляет поиск принципа (или принципов), регулирующих поведение человека, направляющих его поступки, устанавливающих критерии оценки нравственного добра, а также правила, которое может выступать в качестве общего принципа для всех случаев.
Нормативная этика ставит своей целью поддержание в обществе основополагающих нравственных ценностей, задаёт нормы поведения в повседневных жизненных ситуациях. Апеллируя к разуму, нормативная этика использует доказательство, довод, аргумент, этим она, в отличие от морализаторства, привлекательна для критически мыслящей личности, формирует нравственные убеждения. Рассуждения, осмысленно обосновывающие положения морали, превращают внешние для личности моральные нормы во внутренние чувства, мотивирующие поведение.
Непререкаемость статуса моральных понятий и оценок осуществляется двумя основными путями — придания им либо сверхъестественного мистического, божественного смысла, либо естественно-объективного смысла.
Нормативная этика может рассматриваться с двух позиций: когнитивистской и нонкогнитивистской. При этом с точки зрения нонкогнитивистской позиции нормативная этика рассматривается как элемент морального сознания и ей противопоставляется дескриптивная этика как знание о морали. С когнитивистской позиции нормативная этика не различается с моралью и, таким образом, является собственным объектом изучения, а понятия морали и знания о морали смешиваются.
Исторические направления нормативной этики — стоицизм, гедонизм, эпикуреизм; современные — консеквенциализм, утилитаризм, деонтология.

### Прикладная этика
Прикладная (практическая) этика изучает частные проблемы и применение моральных идей и принципов, сформулированных в нормативной этике, в конкретных ситуациях морального выбора. Прикладная этика тесно взаимодействует с социально-политическими науками.
Разделы прикладной этики
- Биоэтика — учение о нравственной стороне деятельности человека в медицине и биологии. В узком смысле понятие биоэтика обозначает весь круг этических проблем во взаимодействии врача и пациента. Неоднозначные ситуации, постоянно возникающие в практической медицине как порождение прогресса биологической науки и медицинского знания, требуют постоянного обсуждения как в медицинском сообществе, так и в кругу широкой общественности. В широком смысле термин биоэтика относится к исследованию социальных, экологических, медицинских и социально-правовых проблем, касающихся не только человека, но и любых живых организмов, включённых в экосистемы, окружающие человека. В этом смысле биоэтика имеет философскую направленность, оценивает результаты развития новых технологий и идей в медицине и биологии в целом.
- Компьютерная этика
- Медицинская этика (врачебная)
- Профессиональная этика
  - Юридическая этика
- Социальная этика
- Политическая этика
- Экологическая этика
- Деловая этика

## Типы этических концепций
Существует большое число разнообразных этических систем, различающихся по их содержанию и обоснованию. Концепции гетерономной этики считают, что мораль имеет внешний по отношению к человеку закон, даваемый извне, например Богом. Религиозная этика, в том числе христианская этика, обосновывает мораль авторитарно, при этом Бог олицетворяет Добро, нормы нравственности выступают в качестве божественных заповедей и поэтому являются безусловно обязательными. Поскольку Бог нередко контролирует выполнение своих законов, воздавая каждому по заслугам, самоценность Добра и других моральных ценностей теряется, её заменяют угроза наказания или обещание награды. Автономная этика предполагает, что человек сам создаёт свою нравственность, формальной этикой или материальной этикой ценностей. Абсолютная этика (моральный абсолютизм) считает моральные ценности существующими независимо от их признания, относительная этика (моральный релятивизм) рассматривает моральные ценности зависящими от деятельности человека. В зависимости от целей субъекта этика является эвдемонистической, гедонистической, утилитаристской, перфекционистской. Социальная этика — учение о нравственных отношениях и обязанностях, связанных с жизнью в обществе. Контекстуальная этика считает, что принятие морального решения в данной конкретной ситуации зависит не от общих принципов и норм нравственности, а от условий данной ситуации, то есть от контекста. Интуитивистская этика возникла в самом начале XX в. и была сформулирована в виде двух вариантов — аксиологического (Джордж Мур) и деонтологического (Гарольд Причард и его последователи в Оксфордском университете). Интуитивизм оставался господствующим направлением в английской этике вплоть до середины 30-х годов.